# I liga argentyńska w piłce nożnej (1902)
Mistrzem Argentyny w roku 1902 został klub Alumni AC, a wicemistrzem — klub Barracas Athletic Buenos Aires.
Z ligi nikt nie spadł, natomiast awansował klub Flores Buenos Aires, co zwiększyło ligę z 5 do 6 klubów.

## Primera División

### Mecze chronologicznie
| Data             | Mecz |
| ---------------- | --- |
| 11 maja 1902     | Barracas Athletic Buenos Aires - Lomas Athletic Buenos Aires 1:0                                                                    |
| 18 maja 1902     | Lomas Athletic Buenos Aires - Belgrano AC 1:2                                                                                       |
| 25 maja 1902     | Barracas Athletic Buenos Aires - Quilmes Athletic Buenos Aires 1:0                                                                  |
| 25 maja 1902     | Lomas Athletic Buenos Aires - Alumni AC zwyciężył Alumni AC                                                                         |
| 29 maja 1902     | Quilmes Athletic Buenos Aires - Alumni AC 1:3                                                                                       |
| 1 czerwca 1902   | Barracas Athletic Buenos Aires - Belgrano AC 4:1                                                                                    |
| 8 czerwca 1902   | Belgrano AC - Quilmes Athletic Buenos Aires 1:1                                                                                     |
| 22 czerwca 1902  | Belgrano AC - Alumni AC 1:1 |
| 22 czerwca 1902  | Quilmes Athletic Buenos Aires - Barracas Athletic Buenos Aires 2:1                                                                  |
| 24 czerwca 1902  | Quilmes Athletic Buenos Aires - Lomas Athletic Buenos Aires 2:0                                                                     |
| 29 czerwca 1902  | Barracas Athletic Buenos Aires - Alumni AC 1:8                                                                                      |
| 13 lipca 1902    | Belgrano AC - Lomas Athletic Buenos Aires 2:2                                                                                       |
| 20 lipca 1902    | Alumni AC - Quilmes Athletic Buenos Aires zwyciężył Alumni AC                                                                       |
| 27 lipca 1902    | Quilmes Athletic Buenos Aires - Belgrano AC zwyciężył Quilmes Athletic Buenos Aires                                                 |
| 27 lipca 1902    | Lomas Athletic Buenos Aires - Barracas Athletic Buenos Aires 0:3                                                                    |
| 3 sierpnia 1902  | Alumni AC - Belgrano AC 10:0 mecz rozegrany został na stadionie klubu Flores Buenos Aires                                           |
| 15 sierpnia 1902 | Alumni AC - Barracas Athletic Buenos Aires 2:0 Juan J. Moore, G. Brown mecz rozegrany został na stadionie klubu Flores Buenos Aires |
| 17 sierpnia 1902 | Belgrano AC - Barracas Athletic Buenos Aires 0:1                                                                                    |
| 30 sierpnia 1902 | Alumni AC - Lomas Athletic Buenos Aires zwyciężył Alumni AC                                                                         |
| 21 września 1902 | Lomas Athletic Buenos Aires - Quilmes Athletic Buenos Aires zwyciężył Lomas Athletic Buenos Aires                                   |

### Końcowa tabela sezonu 1902
| Poz | Klub                           | Mecze | Zw | Rem | Por | Pkt | BrZd | BrStr |
| --- | ------------------------------ | ----- | -- | --- | --- | --- | ---- | ----- |
| 1   | Alumni AC                      | 8     | 7  | 1   | 0   | 15  | 24   | 3     |
| 2   | Barracas Athletic Buenos Aires | 8     | 5  | 0   | 3   | 10  | 12   | 13    |
| 3   | Quilmes Athletic Buenos Aires  | 8     | 3  | 1   | 4   | 7   | 6    | 6     |
| 4   | Belgrano AC                    | 8     | 1  | 3   | 4   | 5   | 7    | 20    |
| 5   | Lomas Athletic Buenos Aires    | 8     | 1  | 1   | 6   | 3   | 3    | 10    |